# Schwammenmühle
Schwammenmühle ist eine Wüstung auf dem Gemeindegebiet von Wilhelmsthal im Landkreis Kronach (Oberfranken, Bayern).

## Geographie
Die Einöde lag auf einer Höhe von 339 m ü. NHN an der Kronach. Flussaufwärts befindet sich  Steinberg (1 km nördlich), flussabwärts die Neumühle (0,3 km südlich). Heute gibt es an ihrer Stelle die Steinberger Gemeindestraße Weißanger mit einem kleinen Gewerbegebiet und einer Kläranlage.

## Geschichte
Gegen Ende des 18. Jahrhunderts gehörte die Schwammenmühle zur Realgemeinde Steinberg. Das Hochgericht übte das bambergische Centamt Kronach aus. Die Grundherrschaft über die Schneidmühle hatte das Kastenamt Kronach inne.
Mit dem Gemeindeedikt wurde Schwammenmühle dem 1808 gebildeten Steuerdistrikt Steinberg und der 1818 gebildeten Ruralgemeinde Steinberg zugewiesen. Nach 1928 wurde der Ort in den amtlichen Ortsverzeichnissen nicht mehr aufgelistet. In einer topographischen Karte von 1940 wurde der Ort noch verzeichnet.

### Einwohnerentwicklung
| Jahr      | 001818 | 001861 | 001871 | 001885 | 001900 | 001925 |
| Einwohner |        | 6      | 3      | 3      | 6      | 4      |
| Häuser    | 1      |        |        | 1      | 1      | 1      |
| Quelle    | [ 4 ]  | [ 7 ]  | [ 8 ]  | [ 9 ]  | [ 10 ] | [ 11 ] |

## Religion
Der Ort war rein katholisch und nach St. Pankratius in Steinberg gepfarrt.

## Weblink
- Schwammenmühle in der Ortsdatenbank des bavarikon, abgerufen am 20. August 2021.